# 2024-es UCI Women’s World Tour
A 2024-es UCI Women’s World Tour egy versenysorozat, mely 27 országútikerékpár-versenyt foglal magában a 2024-es női kerékpáros szezonban. Ez a Nemzetközi Kerékpáros-szövetség (UCI) által 2016-ban létrehozott UCI Women’s World Tour kilencedik kiírása.

## Csapatok
| UCI Women’s WorldTeam csapatok (15)- AG Insurance-Soudal Team - Canyon-SRAM Racing - Ceratizit-WNT Pro Cycling - FDJ-Suez - Fenix-Deceuninck - Human Powered Health - Lidl-Trek - Liv AlUla Jayco - Movistar Team - Roland - Team DSM-Firmenich PostNL - SD Worx-Protime - Team Visma \| Lease a Bike - UAE Team ADQ - Uno-X Mobility |
| |

## Versenyek
| 2024. január 12. – 14.              | 1  | női Tour Down Under                       | Sarah Gigante (AG Insurance-Soudal Team)      |
| jan. 27.                            | 2  | Deakin University Elite Women’s Road Race | Rosita Reijnhout (Team Visma \| Lease a Bike) |
| 2024. február 8. – 11.              | 3  | női UAE Tour                              | Lotte Kopecky (SD Worx-Protime)               |
| febr. 24.                           | 4  | női Omloop Het Nieuwsblad                 | Marianne Vos (Team Visma \| Lease a Bike)     |
| márc. 2.                            | 5  | női Strade Bianche                        | Lotte Kopecky (SD Worx-Protime)               |
| márc. 10.                           | 6  | női Ronde van Drenthe                     | Lorena Wiebes (SD Worx-Protime)               |
| márc. 17.                           | 7  | Trofeo Alfredo Binda                      | Elisa Balsamo (Lidl-Trek)                     |
| márc. 21.                           | 8  | Classic Brugge–De Panne                   | Elisa Balsamo (Lidl-Trek)                     |
| márc. 24.                           | 9  | női Gent–Wevelgem                         | Lorena Wiebes (SD Worx-Protime)               |
| márc. 31.                           | 10 | női flandriai körverseny                  | Elisa Longo Borghini (Lidl-Trek)              |
| ápr. 6.                             | 11 | női Párizs–Roubaix                        | Lotte Kopecky (SD Worx-Protime)               |
| ápr. 14.                            | 12 | női Amstel Gold Race                      | Marianne Vos (Team Visma \| Lease a Bike)     |
| ápr. 17.                            | 13 | női La Flèche Wallonne                    | Katarzyna Niewiadoma (Canyon-SRAM Racing)     |
| ápr. 21.                            | 14 | női Liège–Bastogne–Liège                  | Grace Brown (FDJ-Suez)                        |
| 2024. április 28. – május 5.        | 15 | La Vuelta Femenina                        | Demi Vollering (SD Worx-Protime)              |
| 2024. május 10. – 12.               | 16 | Itzulia Women                             | Demi Vollering (SD Worx-Protime)              |
| 2024. május 16. – 19.               | 17 | Vuelta a Burgos Feminas                   | Demi Vollering (SD Worx-Protime)              |
| 2024. május 24. – 26.               | 18 | RideLondon Classique                      | Lorena Wiebes (SD Worx-Protime)               |
| 2024. június 6. – 9.                | 19 | The Women's Tour                          | Lotte Kopecky (SD Worx-Protime)               |
| 2024. június 15. – 18.              | 20 | női Tour de Suisse                        | Demi Vollering (SD Worx-Protime)              |
| 2024. július 7. – 14.               | 21 | Giro d’Italia Donne                       | Elisa Longo Borghini (Lidl-Trek)              |
| 2024. augusztus 12. – 18.           | 22 | Tour de France Femmes                     | Katarzyna Niewiadoma (Canyon-SRAM Racing)     |
| aug. 24.                            | 23 | Classic Lorient Agglomération             | Mischa Bredewold (SD Worx-Protime)            |
| 2024. augusztus 27. – szeptember 1. | 24 | Tour of Scandinavia                       | törölve                                       |
| 2024. szeptember 6. – 8.            | 25 | női Tour de Romandie                      | Lotte Kopecky (SD Worx-Protime)               |
| 2024. október 8. – 13.              | 26 | Simac Ladies Tour                         | Lotte Kopecky (SD Worx-Protime)               |
| 2024. október 15. – 17.             | 27 | Csungming-szigeti körverseny              | Marta Lach (Ceratizit-WNT Pro Cycling)        |
| okt. 20.                            | 28 | női kuanghszi körverseny                  | Sandra Alonso (Ceratizit-WNT Pro Cycling)     |

## Eredmények

### Egyéni összetett
| Pontverseny | Pontverseny | Pontverseny | Pontverseny | Pontverseny |
| Versenyző   | Versenyző   | Csapat      | Pont        |             |
| ----------- | ----------- | ----------- | ----------- | ----------- |

### Csapat
| Csapatverseny | Csapatverseny | Csapatverseny | Csapatverseny |
| Csapat        | Csapat        | Pont          |               |
| ------------- | ------------- | ------------- | ------------- |

## Fordítás
- Ez a szócikk részben vagy egészben  a(z)   2024 UCI Womens World Tour című angol Wikipédia-szócikk ezen változatának fordításán alapul.  Az eredeti cikk szerkesztőit annak laptörténete sorolja fel. Ez a jelzés csupán a megfogalmazás eredetét és a szerzői jogokat jelzi, nem szolgál a cikkben szereplő információk forrásmegjelöléseként.